# Marcelina Zawadzka
Marcelina Zawadzka (ur. 25 stycznia 1989 w Malborku) – polska modelka, Miss Polonia 2011, prezenterka telewizyjna, aktorka niezawodowa.

## Życiorys
W 2003 zdobyła tytuł Miss Malborka Nastolatek. Zwyciężyła w finale wyborów Miss Polonia 2011, reprezentując województwo pomorskie. Reprezentowała Polskę w konkursie Miss Universe 2012, na którym – jako pierwsza Polka od 1989 – zakwalifikowała się do czołowej szesnastki.
Od 2013 pracuje jako prezenterka telewizyjna. Prowadziła programy: Projektanci na start (2013) dla Fox Life i Dendżer dla TVN Turbo (2014). W 2015 została prezenterką Telewizji Polskiej, dla której współprowadziła program Pytanie na śniadanie (2015–2020) oraz prowadziła: magazyn Lajk! (2015), konkurs wypieków Bake Off – Ale ciacho! (2017) i Bake Off Junior (2018) oraz talent show The Voice of Poland (2017). Za swoją pracę otrzymała Telekamerę 2017 dla nadziei telewizji. Od grudnia 2021 jest prezenterką telewizji Polsat; uczestniczyła w nagraniu klipu pt. „Święta marzeń” oraz prowadziła koncert Sylwester z Polsatem, a od 2022 współprowadzi reality show Farma.
Zagrała pielęgniarkę Alicję w serialu Pierwsza miłość (2014) i Gabrielę Morawską w serialu Na sygnale (2018). Uczestniczyła w programach rozrywkowych: Dancing with the Stars. Taniec z gwiazdami (2014), Przygarnij mnie (2015) i Dance Dance Dance (2019).
W 2016 była nominowana w plebiscycie Gwiazdy Plejady w kategorii metamorfoza roku. W 2017 zdobyła nagrodę dwumiesięcznika „Fashion Magazine” dla najlepiej ubranej kobiety mediów.

## Życie prywatne
Mieszka w Warszawie. Ma dwie siostry. Deklaruje się jako nawrócona katoliczka.
W 2023 zaręczyła się z niemieckim przedsiębiorcą oraz influencerem Maxem Gloecknerem, z którym ma syna Leonidasa (ur. 2024).

## Konflikty z prawem
W 2020 Prokuratura Regionalna w Łodzi postawiła Zawadzkiej zarzuty „uszczuplenia podatku, przyjęcia i rozliczenia faktur oraz prania brudnych pieniędzy”. 11 maja 2022 Sąd Okręgowy w Kaliszu skazał Zawadzką na karę grzywny w wysokości 60 000 zł za oszustwa skarbowe i fałszowanie faktur, do czego oskarżona nie przyznała się przed sądem podczas procesu.